# Équipe du Costa Rica de football à la Coupe du monde 2006
L'équipe du Costa Rica de football s'est qualifiée pour la coupe du monde 2006 en Allemagne. Malgré une bonne prestation contre l'Allemagne en match d'ouverture, elle finit dernière du groupe A avec trois défaites.

## Maillot
Le maillot de l'équipe du Costa Rica est fourni par l'équipementier Joma.
| Couleurs | Rouge, bleu et blanc |
| Marque   | Joma                 |
| Domicile | Extérieur            |

## Effectif
Le 15 mai 2006, le sélectionneur costaricien, Alexandre Guimarães, a annoncé une liste composée de vingt-trois joueurs pour le mondial.
| Numéro / Nom | Numéro / Nom          | Club               | Date de naissance | J.              | Buts            |                 |                 |                 |
| Gardiens de but | Gardiens de but       | Gardiens de but    | Gardiens de but   | Gardiens de but | Gardiens de but | Gardiens de but | Gardiens de but | Gardiens de but |
| --- | --------------------- | ------------------ | ----------------- | --------------- | --------------- | --------------- | --------------- | --------------- |
| 1 | Alvaro Mesén          | CS Herediano       | 24.12.1972        | 0               | 0               | 0               | 0               | 0               |
| 18 | José Francisco Porras | Deportivo Saprissa | 08.11.1970        | 3               | 0               | 0               | 0               | 0               |
| 23 | Wardy Alfaro          | LD Alajuelense     | 31.12.1977        | 0               | 0               | 0               | 0               | 0               |
| Défenseurs |                       |                    |                   |                 |                 |                 |                 |                 |
| 2 | Jervis Drummond       | Deportivo Saprissa | 08.09.1976        | 2               | 0               | 0               | 0               | 0               |
| 3 | Luis Marín            | LD Alajuelense     | 10.08.1974        | 3               | 0               | 2               | 0               | 0               |
| 4 | Michael Umana         | CS Herediano       | 16.07.1982        | 3               | 0               | 1               | 0               | 0               |
| 5 | Gilberto Martinez     | Brescia            | 01.10.1979        | 1               | 0               | 0               | 0               | 0               |
| 12 | Leonardo Gonzalez     | CS Herediano       | 21.11.1980        | 3               | 0               | 1               | 0               | 0               |
| 15 | Harold Wallace        | LD Alajuelense     | 07.09.1975        | 1               | 0               | 0               | 0               | 0               |
| 17 | Gabriel Badilla       | Deportivo Saprissa | 30.06.1984        | 1               | 0               | 1               | 0               | 0               |
| 20 | Douglas Sequeira      | Real Salt Lake     | 23.08.1977        | 2               | 0               | 0               | 0               | 0               |
| 22 | Michael Rodríguez     | LD Alajuelense     | 30.12.1981        | 0               | 0               | 0               | 0               | 0               |
| Milieux de terrain |                       |                    |                   |                 |                 |                 |                 |                 |
| 6 | Danny Fonseca         | Brujas FC Escazu   | 07.11.1979        | 2               | 0               | 1               | 0               | 0               |
| 7 | Christian Bolaños     | Deportivo Saprissa | 17.05.1984        | 2               | 0               | 0               | 0               | 0               |
| 8 | Mauricio Solís        | Comunicaciones     | 14.10.1978        | 3               | 0               | 1               | 0               | 0               |
| 10 | Walter Centeno        | Deportivo Saprissa | 06.10.1974        | 3               | 0               | 0               | 0               | 0               |
| 14 | Randall Azofeifa      | Deportivo Saprissa | 30.12.1984        | 1               | 0               | 0               | 0               | 0               |
| 16 | Carlos Hernández      | LD Alajuelense     | 09.04.1982        | 2               | 0               | 0               | 0               | 0               |
| Attaquants |                       |                    |                   |                 |                 |                 |                 |                 |
| 9 | Paulo Wanchope        | CS Herediano       | 31.07.1976        | 3               | 2               | 0               | 0               | 0               |
| 11 | Rónald Gómez          | Deportivo Saprissa | 24.01.1975        | 3               | 1               | 1               | 0               | 0               |
| 13 | Kurt Bernard          | Puntarenas FC      | 08.12.1977        | 1               | 0               | 0               | 0               | 0               |
| 19 | Alvaro Saborío        | Deportivo Saprissa | 25.03.1982        | 2               | 0               | 0               | 0               | 0               |
| 21 | Victor Núñez          | LD Alajuelense     | 15.04.1980        | 0               | 0               | 0               | 0               | 0               |
| Sélectionneur |                       |                    |                   |                 |                 |                 |                 |                 |
| | Alexandre Guimarães   |                    | 07.11.1959        |                 |                 |                 |                 |                 |
| Réserve Joueurs qui n'ont pas participé au stage d'entraînement mais qui pouvaient faire office de remplaçants jusqu'au 8 juin |                       |                    |                   |                 |                 |                 |                 |                 |
| Non communiquée |                       |                    |                   |                 |                 |                 |                 |                 |

## Séjour
L'équipe du Costa Rica est arrivée le 18 mai 2006 sur le sol allemand.

## Compétition

### Buteurs
| Classement | Nom            | But(s) |
| 1          | Paulo Wanchope | 2      |
| 2          | Rónald Gómez   | 1      |